# 보급고
보급고(영어:Supply Depot)는 스타크래프트 종족인 테란의 건물이다. 테란의 기본 건물 중에 하나이다.

## 특징
보급고는 스타크래프트와 스타크래프트 리마스터에선 Supply Depot란 영단어를 그대로 한글로 음역한 서플라이 디포라 불리며 스타크래프트 2에서는 한국어로 번역한 보급고라고 부른다. 커맨드 센터와 더불어 테란의 인구수 제공을 주로 하는 건물이다. 하나씩 지을 때마다 인구수가 8씩 늘어나며 스타크래프트에서 최대 인구수 한계인 200이 되면 더 이상 인구수가 오르지않는다. 보급고는 인구수를 늘려주는 역할을 하는 건물 외에 초반에 건물을 통한 입구 막기 등의 전략을 사용할 때도 많이 사용하는 건물 중에 하나이다. 건물을 짓는데 필요한 자원은 미네랄:100이며 건설 시간은 40초이다. 건물의 능력치는 체력:500, 기본 방어력:1을 가지고 있다. 스타크래프트 2의 보급고는 체력이 400으로 전작보다 낮아졌지만 대신 건설 시간이 30초로 짧아졌고 기본 방어력이 1에서 3으로 올라갔다. 또한 건물을 내렸다가 올리는 기능도 추가되어 아군 유닛들의 길을 터주거나 적 유닛들의 진로 방해에도 모두 요긴하게 사용된다.

## 같이 보기
- 스타크래프트
- 테란